# ベニヒカゲ
ベニヒカゲ は、タテハチョウ科に属するチョウの一種。本種の分類にかんしては議論があるが、本項では日本産蝶類和名学名便覧 2010-2013.に従い、本種の学名を Erebia neriene とする。

## 分布
日本では北海道および本州に分布し、北海道に分布する個体群は北海道亜種 E. n. scoparia に、本州に分布する個体群は本州亜種 E. n. niphonica に分けられる。北海道では石狩低地帯と根釧原野を除いたひろい範囲に分布し、利尻島、礼文島にも分布する。北海道亜種は低山地にも分布するが、本州亜種は標高1800m以上に生息する高山蝶であり、白山を分布の西限とする。

## 分類
日本に分布するベニヒカゲの分類学的地位については議論があり、研究者や文献によって採用する学名が異なる場合がある。本項では猪又らの 日本産蝶類和名学名便覧 2010-2013. にしたがい、学名を Erebia neriene としたが、日本産のベニヒカゲを独立種 E. niphonica として扱う図鑑も多い。また、北海道個体群を E. neriene の亜種 E. n. scoparia、本州個体群を独立種 E. niphonica とする分類や、北海道個体群と本州個体群をそれぞれ独立種 E. scoparia および E. niphonica とする分類も知られる。

## 形態
成虫の前翅表は黒褐色で、内側に眼状紋のある明瞭な帯状の橙色紋をもつ。メスは後翅裏面に淡色帯をもつ。翅の色彩や斑紋はクモマベニヒカゲ Erebia ligea に似るが、本種は後翅裏面に橙色の紋列と白色帯をもたないことで区別できる。色彩や斑紋の出方には変異があり、地域によって異なる傾向が知られる。

## 生態
幼虫はイネ科とカヤツリグサ科の草本植物を食草とし、イワノガリヤス、ヒメノガリヤス、オニノガリヤス、ヒメカンスゲなどが食草として知られる。
幼虫で越冬し、成虫は年一回、7～8月に出現する。成虫は群れているようすが観察されることも多い。

## 種の保全状況評価
他の高山蝶と同様に環境の変化に敏感である。本種においては、本州亜種が環境省レッドリストで準絶滅危惧（NT）に指定されているほか、都道府県レッドリストでも複数の県において指定がなされている。また、長野県では県の天然記念物に指定されている。
ベニヒカゲ 本州亜種 E. n. niphonica
- 準絶滅危惧（NT）（環境省レッドリスト）[7]

- 準絶滅危惧（NT）：岩手県・福島県・新潟県・福井県・岐阜県
- 絶滅危惧II類（VU）：山形県・山梨県
- 絶滅危惧IB類（EN）：群馬県
- その他カテゴリ（留意種・要注目種）：秋田県・長野県・静岡県